# Gervais (Oregon)
Gervais is een plaats (city) in de Amerikaanse staat Oregon, en valt bestuurlijk gezien onder Marion County.

## Demografie
Bij de volkstelling in 2000 werd het aantal inwoners vastgesteld op 2009. In 2006 is het aantal inwoners door het United States Census Bureau geschat op 2393, een stijging van 384 (19,1%).

## Geografie
Volgens het United States Census Bureau beslaat de plaats een oppervlakte van 1,0 km², geheel bestaande uit land. Gervais ligt op ongeveer 50 m boven zeeniveau.

## Plaatsen in de nabije omgeving
De onderstaande figuur toont nabijgelegen plaatsen in een straal van 12 km rond Gervais.